# 1882

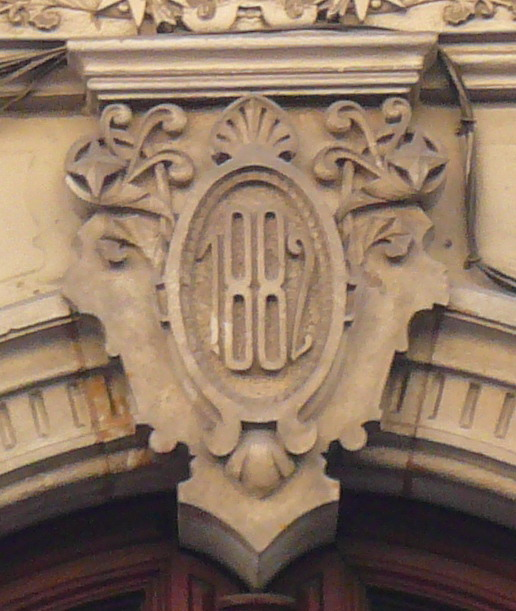
Barcelona, carrer de Pelai.

## Esdeveniments
Països Catalans
- 19 de març, Barcelona: Posen la primera pedra del Temple Expiatori de la Sagrada Família.
- 24 de setembre, Barcelona: S'hi inaugura el Mercat de Sant Antoni, durant els actes de la festa major.[1]
- 16 de novembre, Reus: S'inaugura el Teatre Fortuny.[2]

- Constitució del Centre Català de Barcelona.

Resta del món
- 6 de maig, Whashington (EUA): El Congrés dels Estats Units vota la Llei d'exclusió dels xinesos.[3] Aquesta llei no serà derogada fins al 1943.

## Naixements
Països Catalans
- 5 de febrer - la Selva del Camp (Baix Camp): Joan Puig i Ferreter, escriptor i polític català (m. 1956).[4]
- 19 d'abril -Castelló de la Plana, Plana Alta: Gaetà Huguet i Segarra, empresari, polític i mecenes (m. 1959).[5]
- 8 de maig - Berga (Berguedà): Ramon Vinyes i Cluet, escriptor d'obres de teatre, poesia i contes (m. 1952)[6]
- 13 de juny - València: Salvador Carreres Zacarés, historiador valencià (m. 1973).
- 21 de juny - el Tarròs, Urgell: Lluís Companys, 123è president de la Generalitat de Catalunya (m. 1940).
- 1 de setembre:
  - Barcelona: Dolors Frau i Julià, mezzosoprano catalana (m. 1966).[7]
  - Barcelona: Concordi Gelabert i Alart, compositor, professor de música i crític musical català (m. 1944)[8]
- 22 d'octubre - Vilanova i la Geltrú: Pilar Bagüés Blasco, soprano vilanovina (m. 1975).[9]
- 20 de novembre - Cercs, Berguedà: Elena Jordi, actriu i empresària teatral de vodevil catalana, primera directora de cinema d'Espanya.[10]
- 26 de novembre - Tarragona: Antoni Rovira i Virgili, periodista, lingüista i polític català, president del Parlament de Catalunya a l'exili (m. 1949).
- El Cabanyal - l'Horta: José María Meliá Bernabeu, Pigmalión, poeta i astrònom valencià.

Resta del món
- 5 de gener - Hackney, Londres: Dorothy Levitt, pilot d'automobilisme britànica, pionera en la conducció i la competició (m. 1922).[11]
- 22 de gener - Belmont,Doubs (França): Louis Pergaud, escriptor francès, Premi Goncourt de l'any 1910 (m. 1915).

- 25 de gener - Londres, Anglaterra: Virginia Woolf, escriptora i editora anglesa (m. 1941).[12]
- 29 de gener - Istanbul, Turquia: Yaşar Nezihe Hanım, poetessa turca (m.1971).
- 30 de gener - Hyde Park, Nova York: Franklin Delano Roosevelt, 32è president dels EUA (m. 1945).
- 1 de febrer - Úvaly, Bohèmia: Marie Majerová, escriptora txeca (m. 1967).[13]
- 2 de febrer - Dublín, Irlanda: James Joyce, escriptor irlandès (m. 1941).[14]
- 28 de febrer - Melrose: Geraldine Farrar, soprano i actriu estatunidenca (m. 1967).[15]
- 20 de març - Le Havre, França: René Coty, advocat, 17è president de la República Francesa, 2n de la IV República (m. 1962)[16]
- 18 de març - Venècia, Vèneto, Itàlia: Gian Francesco Malipiero, compositor italià (m. 1973).[17]
- 23 de març - Erlangen, Imperi Alemany: Emmy Noether, matemàtica alemanya (m. 1935).[18]
- 30 de març - 
  - Viena: Melanie Klein: psicoanalista britànica d'origen austríac (m. 1960).[19]
  - Schaffhausen, Suïssa: Emma Jung, psicoterapeuta i escriptora (m. 1955).[20]
- 1 d'abril - Pozuelo de Aragón (Saragossa): María Domínguez Remón, periodista, poetessa i política republicana; primera alcaldessa democràtica de la Segona República Espanyola, afusellada per les tropes franquistes a l'inici de la Guerra Civil (m. 1936).[21]
- 14 d'abril, Berlín, Imperi Alemany: Moritz Schlick, filòsof alemany (m. 1936).[22]
- 19 d'abril - São Borja, Brasil: Getúlio Vargas, president del Brasil.(m. 1954)[16]
- 24 d'abril -Moffat (Escòcia):  Hugh Dowding, 1r Baró Dowding, oficial britànic de la Royal Air Force, Mariscal en Cap de l'Aire.[16]
- 5 de maig - Manchester: Sylvia Pankhurst, artista pintora, política feminista i sufragista britànica (m. 1960).[23]
- 7 de maig - Antwerpen, Bèlgica: Willem Elsschot, escriptor i empresari (m. 1960).[24]
- 13 de maig - Argenteuil, Val-d'Oise, (França): Georges Braque, pintor i escultor rellevant del segle xx francès que, juntament amb Pablo Picasso, desenvolupà el moviment artístic conegut com a cubisme (m. 1963).[25]
- 20 de maig - Kalundborg, Dinamarca: Sigrid Undset, escriptora noruega, Premi Nobel de Literatura el 1928 (m. 1949).[26]
- 17 de juny:
  - Neustrelitz: Adolf Frederic VI de Mecklenburg-Strelitz, gran duc de Mecklenburg-Strelitz.
  - Oranienbaum [actualment Lomonosov], prop de Sant Petersburg, Rússia: Ígor Stravinski, compositor rus, posteriorment nacionalitzat francès (1934) i estatunidenc (1945) (m. 1971).[27]
- 18 de juny:
  - Sevilla (Espanya): Carmen Tórtola Valencia, ballarina i coreògrafa (m. 1955).[28]
  - Kovachevtsi (Bulgària): Gueorgui Dimitrov Mikhàilov (en búlgar: Гео̀рги Димитро̀в Миха̀йлов), polític comunista búlgar, Primer Ministre de Bulgàriaentre 1946 i 1949. (m. 1949).[29]
- 30 de juny - Bucarest: Ștefania Mărăcineanu, física romanesa de renom internacional (m. 1944).[30]
- 8 de juliol - Melbourne, Austràlia: Percy Aldridge Grainger, compositor i pianista australià (m. 1961).[31]
- 22 de juliol - Nyack, Nova York (EUA): Edward Hopper, pintor (m. 1967)
- 22 d'agost - París: Élise Delaroche, primera dona al món a obtenir una llicència de pilot d'aviació (m. 1919).[32]
- 26 d'agost - 
  - Hamburg: James Franck, físic i químic alemany, Premi Nobel de Física 1925 (m.1964).[33]
  - Pimpama, Queensland: Vida Lahey, destacada artista professional australiana (m.1968).[34]
- 1 de setembre - Nova York: Georgina Jones, tennista estatunidenca que va competir al tombant del segle xix (m. 1955).[35]
- 9 de setembre - Sevilla, Andalusia: Joaquín Turina, compositor espanyol (m. 1949).
- 30 de setembre - Neustadt an der Weinstraße, Imperi Alemany: Hans Geiger, físic alemany (m. 1945).[36]
- 30 de setembre - Sæby (Dinamarca): Eva Aggerholm, escultora avantguardista espanyola d'origen danès (m. 1959).[37]
- 5 d'octubre - Worcester, Massachusetts,(EUA):  Robert Goddard, inventor i un dels pioners en el camp dels coets.(m. 1945).[38]
- 6 d'octubre, Tymoszówka, prop de Kiev, Ucraïna: Karol Szymanowski, compositor polonès (m. 1937).[39]
- 20 d'octubre, Lujos (Transsilvània): Bela Lugosi, actor hongarès (m. 1956).[40]
- 21 d'octubre, Nova York: Margaret Dumont, actriu còmica nord-americana que va fer cine amb els germans Marx (m.1965).[41] 25 d'octubre, Middlesbrough: Florence Easton, popular soprano dramàtica de la primera meitat del segle xx (m. 1955).[42]
- 29 d'octubre - Belac, Alta Viena, França: Jean Giraudoux, novel·lista i dramaturg occità en llengua francesa (m. 1944).[43]
- 17 de novembre, Amiens: Germaine Dulac, directora de cinema, realitzadora, productora i guionista francesa (m. 1942).[44]
- 21 de novembre, Espinho, Portugal: María Roësset Mosquera, pintora hispanoportuguesa (m. 1921).[45]
- 4 de desembre, Newton, Kansas: Estrella Eleanor Carothers, zoòloga i genetista estatunidenca (m. 1957).[46]
- 16 de desembre - Kecskemét, Hongria: Zoltán Kodály, compositor, etnomusicòleg i pedagog musical hongarès (m. 1967).[47]
- Tafersit, Marroc: Abd el Krim, cabdill marroquí (m. 1963).

## Necrològiques
Països Catalans
- 1 de març, Sabadell: Domènec Buxeda i Crehuet, industrial tèxtil català.
- 28 d'octubre, Barcelona: Antoni Camps Fabrés, Industrial tèxtil i poeta de la renaixença catalana

Resta del món
- 19 d'abril, Downe, Kent, Anglaterra: Charles Darwin, naturalista anglès, coautor de la teoria de l'evolució de les espècies basada en la selecció natural (n. 1809)[48]
- 27 d'abril, Concord, Massachusetts (EUA): Ralph Waldo Emerson, assagista, filòsof i poeta estatunidenc. Va ser líder del moviment transcendentalista a les primeries del segle xix (n. 1803)[48]
- 2 de juny, Caprera, Sardenya: Giuseppe Garibaldi, polític i militar italià (74 anys).[49]
- 24 de juny, Frankfurt del Main, Alemanya: Joseph Joachim Raff, compositor germano-suís (n. 1822).[31]
- 11 de novembre, Madrid: Estanislau Figueras i de Moragas, primer president de govern de la Primera República Espanyola i President del consell de Ministres.
- 1 de desembre, Cadis: Margarita Pérez de Celis, editora de premsa espanyola, escriptora, modista, pionera feminista.[50]
- 27 de desembre - El Obeid: Giovanni Losi, religiós italià (n. 1838).
- 1882, Marianao: Antonio Raffelin Roustán de Estrada, músic i compositor cubà.
- Ignacy Franciszek Guniewicz, compositor polonès.